# 2/28e bataillon d'infanterie (Australie)
Pour les articles homonymes, voir 28e bataillon.
Le 2/28e bataillon d'infanterie australien est un bataillon de l'armée australienne créé en 1940.

## Officiers commandants
| Date de début | Date de fin | Officiers commandants                     |
| ------------- | ----------- | ----------------------------------------- |
| 1940          | 1942        | Lieutenant-colonel John Lloyd             |
| 1942          | 1942        | Lieutenant-colonel Lewis McCarter         |
| 1942          | 1943        | Lieutenant-colonel Jack Loughrey          |
| 1943          | 1945        | Lieutenant-colonel Colin Hugh Boyd Norman |
| 1945          | 1945        | Lieutenant-colonel James Gordon Hendry    |